# Piotr Zazula
Piotr Zazula (ur. 1966 r. we Wrocławiu) – polski poeta, eseista i tłumacz literatury amerykańskiej piszący po polsku i angielsku. Doktor nauk humanistycznych i wieloletni wykładowca akademicki, m.in. Uniwersytetu Wrocławskiego.
W latach 1993–1994, w ramach Stypendium Fulbrighta, prowadził badania kulturoznawcze na University of New Mexico w Albuquerque oraz w indiańskich rezerwatach na terenie Nowego Meksyku i Arizony.
Jako poeta anglojęzyczny debiutował w 1993 r. w Stanach Zjednoczonych (laureat NuCity's  First Annual Haiku Contest), a jako polskojęzyczny – w 1994 r. w Łodzi (laureat XVIII Ogólnopolskiego Konkursu Poetyckiego im. Haliny Poświatowskiej). 
W latach 1995–2001 publikował wiersze, eseje i recenzje literackie, głównie na łamach krakowskiego „Studium”, wrocławskiej „Dykcji” i rzeszowskiej „Nowej Okolicy Poetów”. W 1997 uzyskał doktorat za pracę Cultivating the Wasteland: Postmodernism and New Age in Contemporary Native American Fiction, której promotorem był prof. dr hab. Wiesław Krajka.

## Publikacje
Poezja:
1. Sonet dla zakonnicy. Stowarzyszenie Literackie im. K.K. Baczyńskiego, Łódź 1997. ISBN 83-85680-24-1
2. Lista cudów. Palma Press, Wrocław 2000.

Przekłady:
1. John Powell SJ: Poczułem jego dotyk, TUM, Wrocław 1993.
2. Mariusz Kiljan. Tribute to Sting. ZAIKS SK2CD002. Studio K2, Wrocław 1996.